# Chieftain
«Чифтен» (англ. Chieftain — «Вождь») — основний бойовий танк Великої Британії другого покоління, був на озброєнні армії Сполученого Королівства в 60-х і 70-х роках XX століття. Поєднуючи в собі високу вогневу міць з потужним бронюванням, «Чифтен» вважався фахівцями одним з найсильніших танків того часу. На цій машині вперше було встановлено напівлежаче крісло водія — конструкція, що дозволила значно знизити висоту танка.

## Опис

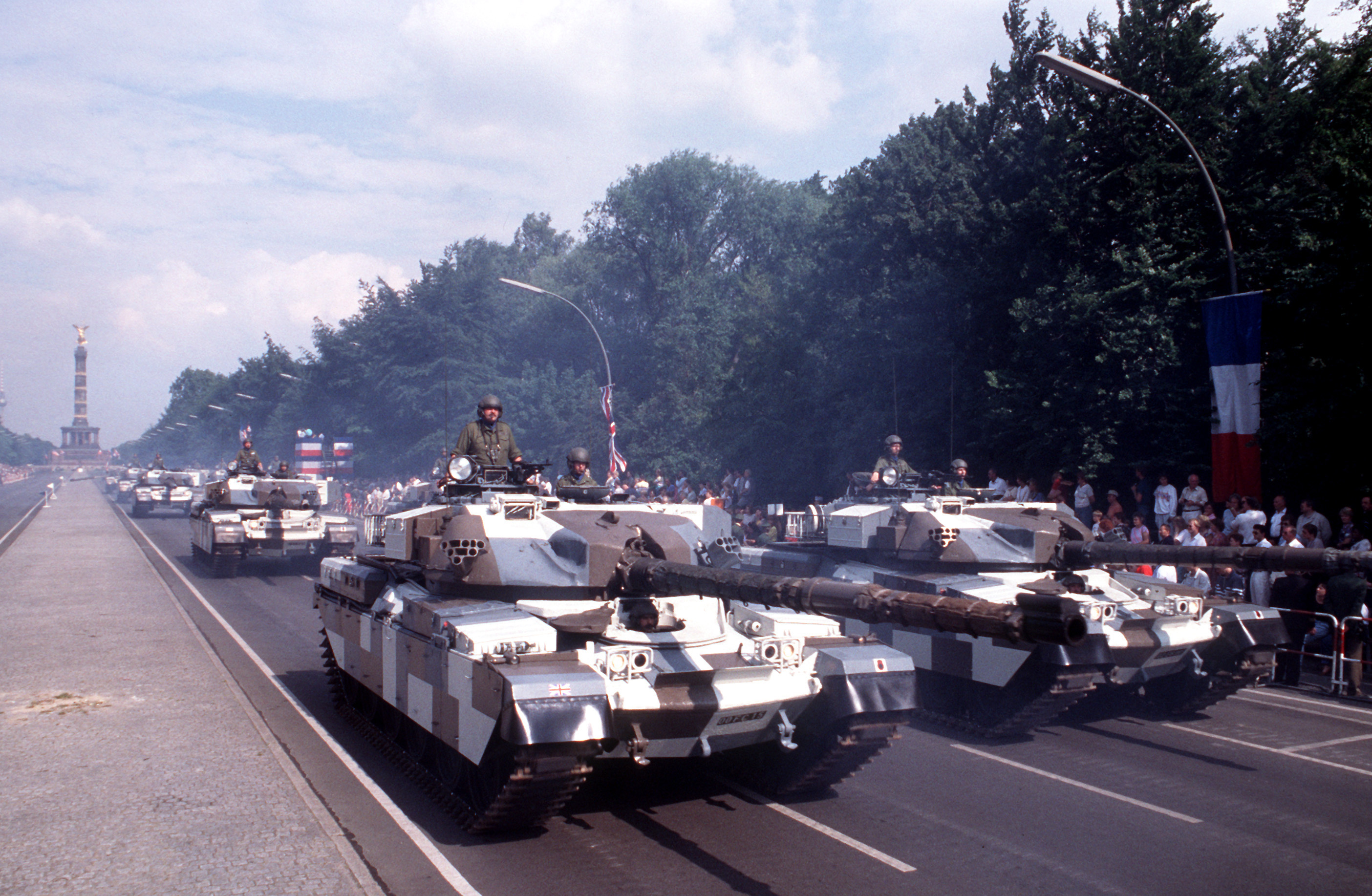
Танки «Чифтен» на параді у Берліні 1989 рік

### Служба
Поставки «Чифтенів» до стройових частин почалися з листопада 1966 року. Першими їх отримав 11-й гусарський полк, а потім і інші танкові підрозділи Британської Рейнської армії. Загалом такими бойовими машинами озброїли чотири бронетанкові дивізії (з 1-ї по 4-ту (на початку 80-х р.) 2-га БРТД була розформована). Згідно штату, бронетанкова дивізія включала п'ять танкових полків (батальйонів). Полк, в свою чергу, складався з чотирьох ескадронів (по 14 танків) і розвідувального взводу (8 легких танків «Скорпіон»). Всього з урахуванням командирської машини в полку було 57 «Чифтенів», а в дивізії — 285. У складі британської армії «Чифтенам» повоювати не довелося, і вже в середині 80-х років вони почали замінюватися «Челленджер».

### Компонування
Танк «Чифтен» має класичне компонування: відділення управління — в передній частині, бойове — у середній, МТО — в кормі. Корпус зварний, з литих і катаних деталей. На броню припадає приблизно 53 % маси танка. Верхня лобова деталь корпусу має товщину 85 мм, борта — 38 мм, кормової лист — 25,4 мм, днище — 16 мм. Башта — лита, товщина її лобової частини — 195 мм, даху — 45 мм.

### Концепція
В основу конструкції танка була покладена концепція про перевагу військової потужності і захищеності бойової машини над її рухливістю. Тому танк вийшов дуже важким і мав негабаритну ширину 3500 мм. Він не вписувався в залізничні обмеження і був важкотранспортабельним. Новинками конструкції «Чифтена» стало напівлежаче положення механіка водія, що дозволило понизити висоту корпуса танка в передній частині, а також застосування «всеядного», багатопаливного дизеля. Останній міг бути замінений разом з трансмісією за 30 хвилин, що було рекордом ремонтних операцій на танку. «Чифтен» мав великий ресурс до капремонту 9600 км пробігу.

### Вогнева потужність

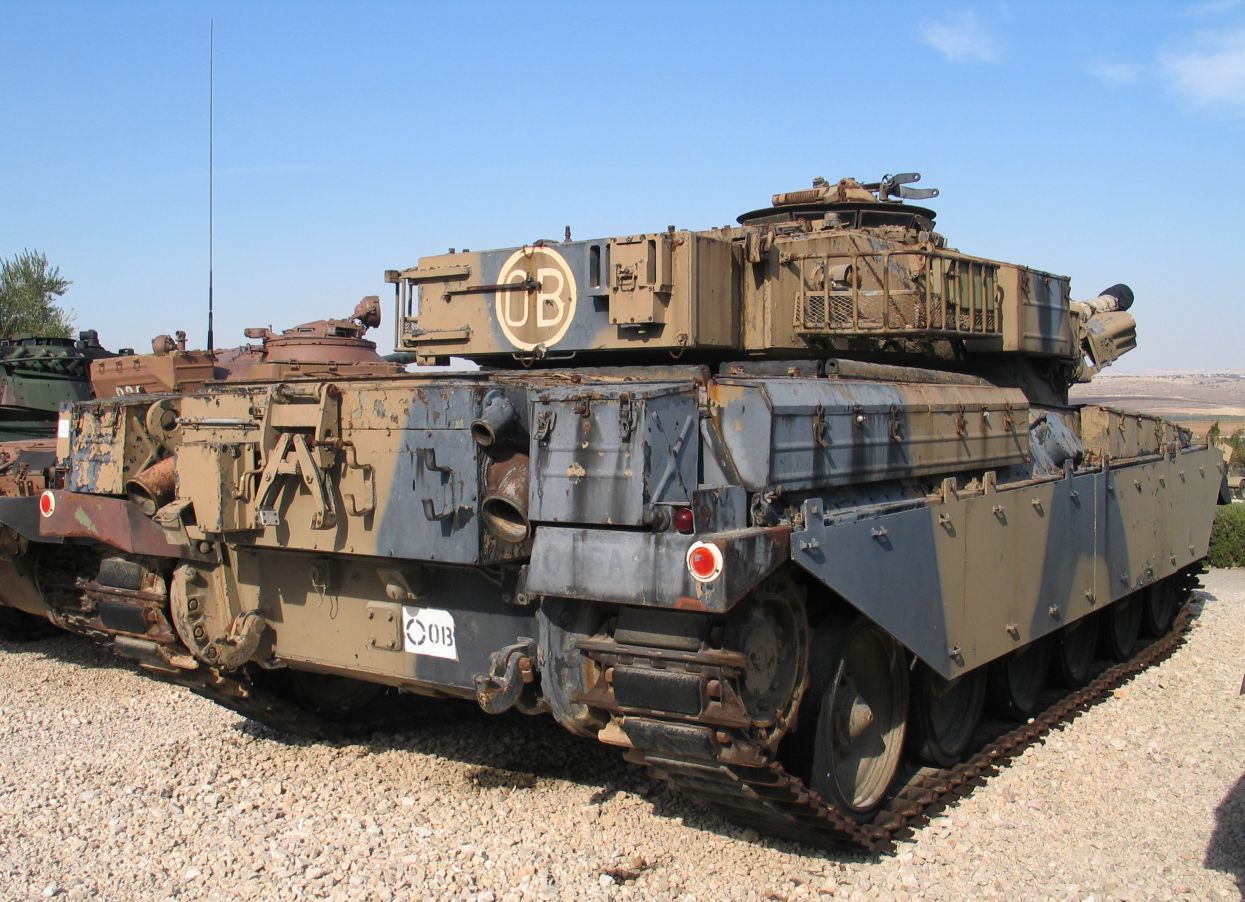
Танк «Чифтен» вид ззаду

Основним озброєнням танка вважається 120-мм нарізна гармата L11А5. Гармата забезпечена ежектором і теплозахисним кожухом. На дуловій частині ствола змонтовано дзеркало інтегрованої колімаційної системи вивірки прицілу навідника. Ствол гармати зроблений з якісної сталі, отриманої способом електро-шлакового переплаву. Живучість ствола становить в межах 550 пострілів. Гармата має окреме картузне заряджання, що дозволило встановити її в порівняно не дуже великому розмірі башти. У боєкомплект із 64 пострілів входять бронебійний підкаліберний снаряд L15A4 або свіжий стріловидний оперений бронебійний підкаліберний снаряд L23A1, а до того ж бронебійно — фугасний снаряд L31 і димовий снаряд L34. Заряджання гармати робиться вручну з підтримкою гідромеханічного досилача. У танку врахована ймовірність дубльованого керування вогнем від командира. В командирській башті встановлюється денний перископний приціл або нічний електронно-оптичний інтенсивний приціл з ІЧ — прожектором. Крім того, у башті змонтовані 9 денних перископічних пристроїв спостереження. Для стрільби по літаючим цілям із зенітного кулемета у командира танка присутній зенітний приціл. Управління зенітним кулеметом — дистанційне. На танках останніх років випуску головний денний перископний приціл навідника суміщений з лазерним далекоміром, який дозволяє вимірювати дальність до цілі з точністю до 10 метрів в спектрі 500 — 10000 метрів. Пристрілювальний 12,7 — мм кулемет, що розташовувався над гарматою, з впровадженням далекоміра був знятий. Стрільба в темну пору доби проводиться за допомогою змінного електронно-оптичного прицілу енергійного типу. ІЧ — прожектор, змонтований ззовні на лівій стороні башти, гарантує дальність бачення вночі до 1000 метрів. З середини 80-х років танки «Чифтен» Мк5 забезпечуються телевізійними системами, такими ж, як на танках «Челленджер». Для збільшення точності стрільби з ходу використовується двохплощинний стабілізатор озброєння електромеханічного типу. Найбільша швидкість повороту гармати дорівнює 22 град/с. При підготовці стрільби застосовується електронний балістичний обчислювач. Як додаткове озброєння застосовується спарений з гарматою зенітний, і два 7,62 — мм кулемети. Боєкомплект до них становить 6000 патронів.

### Трансмісія
У моторно-трансмісійному відділенні танка «Чифтен» останніх випусків було встановлений двотактний шестициліндровий дизельний двигун рідинного охолодження L60 фірми «Лейланд-Моторс». При 2400 об / хв цей двигун розвивав потужність 750 к.с. Завдяки високій економічності двигуна запас ходу танка доведений до 500 км. Є також допоміжний двигун потужністю 30 к.с., від якого працює електрогенератор, а в разі потреби — і гідронасос гідравлічного стартера основного двигуна. Силова передача ТН-12 фірми «Мерріт Вільсон» складається з планетарної коробки передач і регульованого диференціального механізму повороту «Мерріт». Коробка передач забезпечує шість передач для руху вперед і дві передачі заднього ходу.

### Ходова частина

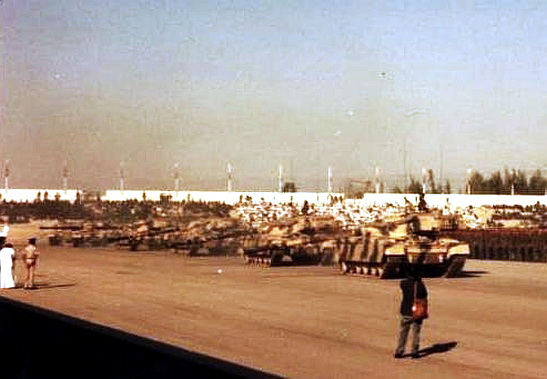
«Чифтен» на параді в Омані 1981 рік

Ходова частина «Чифтена» практично ідентична ходової частини танка «Центуріон». З абсолютно незрозумілих причин конструктори, задавшись метою зробити машину, переважаючу по масі всі європейські танки, але не поступається їм по маневреності, не стали розробляти нову підвіску, хоча до початку 1960-х років було абсолютно ясно, що у пружинно-балансирної підвіски «Центуріона» немає резервів для модернізації і вона значною мірою застаріла. Ходова частина включає шість опорних коліс і має заднє розташування провідних коліс. Опорні колеса двошинні, з гумовими шинами і знімними сталевими дисками. Підтримуючі колеса (по три на борт) також двосхилі, обгумовані. Провідні колеса забезпечені сталевими знімними зубчастими вінцями (по 12 зубів на вінці). Гусениці — з відкритими шарнірами послідовного типу і змінними асфальтоходними подушками (по одній на трак). Механізм натягу гусениць — кривошипно-черв'ячного типу. Ресурс елементів ходової частини складає 2-5 тис. км. Нижня межа (2000 км) визначається надійністю відкритого шарніра гусениць, верхній (5000 км) — зубами вінців ведучих коліс. Ходова частина для захисту від легких кумулятивних протитанкових засобів прикрита сталевими чотирьохсекційними екранами завтовшки 10—15 мм.

### Бронювання
Велику увагу приділено броньовому захисту корпусу та башти, на яку припадає 53 % маси всієї машини. Броньовий корпус зварений з литих і катаних деталей. Верхня лобова деталь корпусу завтовшки 85-мм має кут нахилу 72 °. Бортові листи корпусу завтовшки 38-мм нахилені під кутом 10°, а кормовий лист завтовшки 25,4-мм розташований вертикально. Днище корпусу виготовлено по всій довжині з броньових листів завтовшки 16-мм. Бортові протикумулятивні екрани, що складаються з чотирьох секцій з алюмінієвого сплаву завтовшки 13-мм, встановлені на відстані 800-мм від бортових листів корпусу. Башта танка виготовлена з литої гомогенної броньовий сталі. Лобова частина башти завтовшки 195-мм має кут нахилу 60 °. Вузька амбразура гармати завширшки 225 мм зменшила розміри ослабленої зони в броньовому захисті лобової частини. Товщина броні даху башти становить 45-мм

## Модифікації
- 1965 р., Mk1, 40 шт. — Навчальний танк з двигуном потужністю 430 кВт (585 к.с.).
- 1966 р., Mk2, 532 шт. — Перший серійний танк з двигуном L60Mk4 потужністю 478 кВт (650 к.с.) і обладнанням для підводного водіння.
- 1969 р., Mk3, 199 шт. — Модернізація танка «Чифтен» Mk2: двигун L60Mk6 потужністю 478 кВт з підвищеною надійністю; вдосконалений зарядний агрегат; нова командирська башточка.
- 1970 р., Mk3 / 3, 29 шт. — Модернізація танка «Чифтен» Mk3: лазерний далекомір; поліпшена вентиляція бойового відділення.
- 1970 р., Mk4, 2 шт. — Дослідний зразок із збільшеним запасом палива і зменшеним боєкомплектом для пристрілювального кулемета.
- 1971 р., Mk5, 97 шт. — Модифікація танка «Чифтен» Mk3 / 3: двигун L60Mk7А потужністю 530 кВт (720 к.с.); модернізований пристрілювальний кулемет; електронний балістичний обчислювач; пасивні (без підсвічування) прилади нічного бачення; пристосування для навішування бульдозера.
- 1971 р., Mk5/5Р, 785 шт. — Модифікація танка «Чифтен» Mk5 з двигуном L60Mk8 потужністю 551 кВт (750 к.с.) і іншими змінами для поставки в Іран.
- 1971 р., Mk5/5К, 165 шт. — Те ж, для поставок до Кувейту.
- 1976 р., Mk6/Mk7/Mk8 — модифікації танків Mk2, Mk3, Mk3 / 3 відповідно, модернізованих до рівня Mk5, з двигуном L60Mk7А потужністю 530 кВт (720 к.с.).
- 1981 р., Mk9/Mk10/Mk11/Mk12 — модифікації танків Mk6, Mk7, Mk8 і Mk5 відповідно, з новою системою управління вогнем і вбудованою системою вивірки прицілу навідника.

### БРЕМ F.V.4202

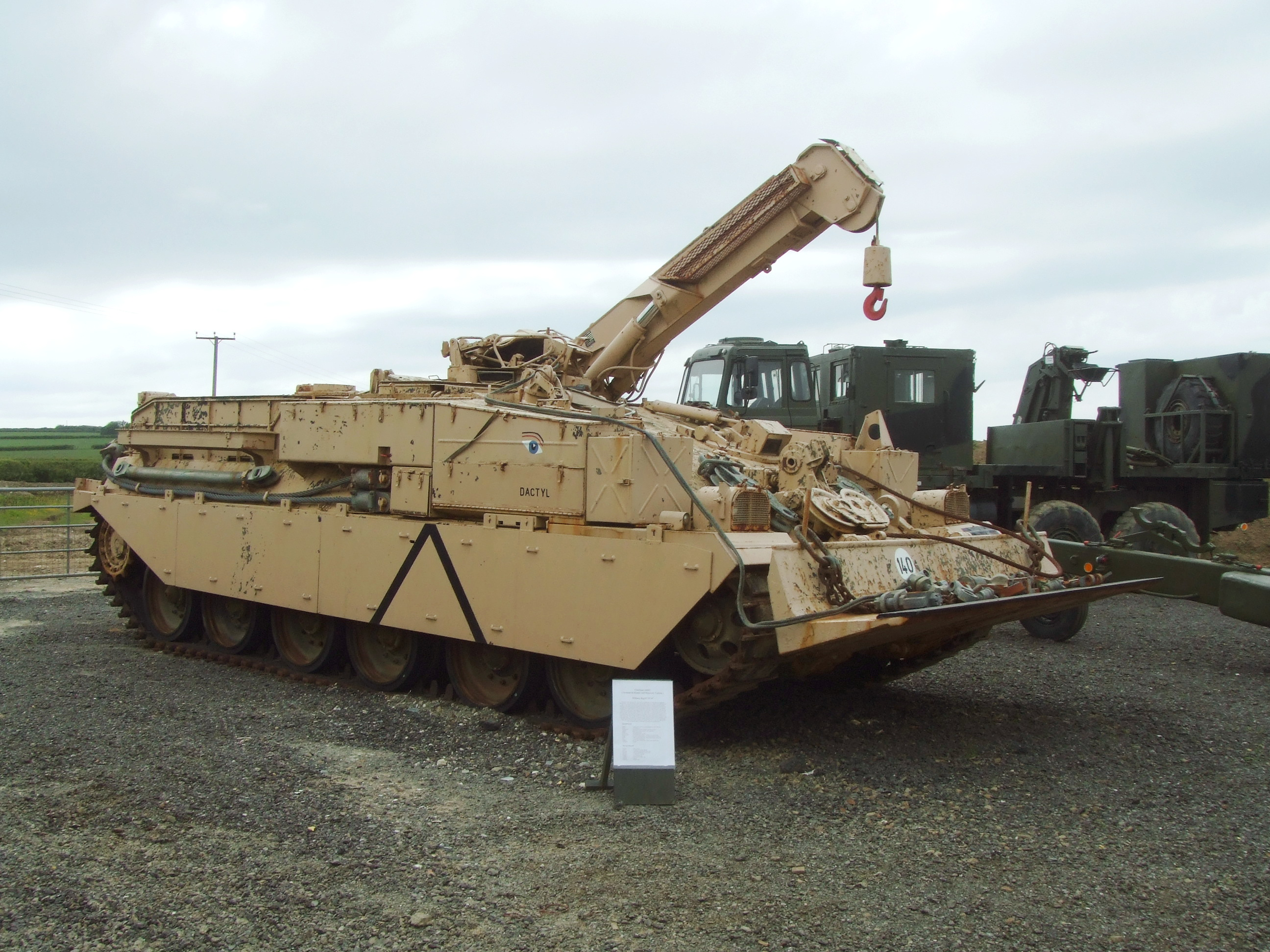
БРЕМ на базі «Чифтена»

Розробка БРЕМ на базі «Чифтена» почалася в 1965 році, її випробування розпочали в 1971 році, серійне виробництво — в 1974 році. МТО і підвіска цієї машини — такі ж, як у танка «Чифтен». У передній частині корпусу встановлено дві гідравлічні лебідки з приводом від основного дизеля. Тягове зусилля основної лебідки — 30 т (з поліспастом — 60 або 90 т), допоміжної — 3,5 т; довжина троса основної лебідки — 120 м, допоміжної — 305 м. У передній частині корпусу змонтований бульдозерний відвал, а з правого боку корпусу — кран вантажопідйомністю 5,8 т. На даху корпусу встановлена командирська башточка «Хеліо» № 17 з дистанційно-керованим кулеметом калібру 7,62 мм. Маса БРЕМ — 56 т. Для збройних сил Великої Британії та Ірану заводом фірми «Віккерс» побудовано 157 БРЕМ на базі танка «Чифтен». Наприкінці 1980-х років в БРЕМ були переобладнані 12 танків «Чифтен» Британської Рейнської армії. БРЕМ проходили випробування в 40-й інженерно-саперної групі. З танків була демонтована башта, отвір у корпусі Заварювали металевим листом. На корпусі встановили рейки, передні кінці яких шарнірно закріплювалися, а задні могли підніматися за допомогою гідроциліндрів. Рейки служили для перевезення та скидання на протитанковий рів спеціальних фашин, а також транспортування секцій та запасних частин моста, що встановлюється на Мостоукладальники FV4205 № 9. У передній частині корпусу БРЕМ навішувався бульдозерний відвал або мінний трал. Екіпаж БРЕМ — три людини.

### Мостоукладальник F.V.4205

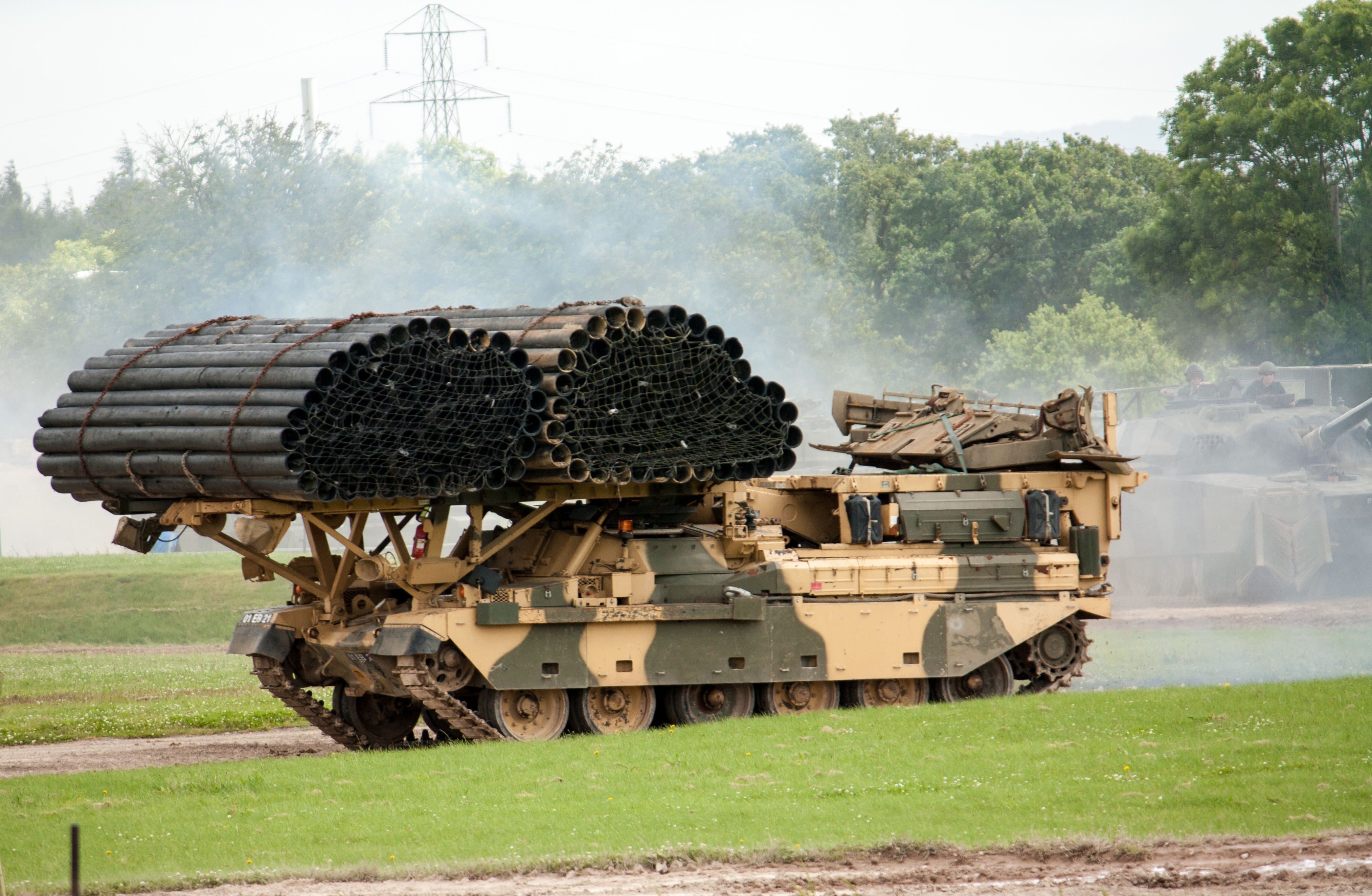
«Чифтен»-фашиноукладач (модифікація AVRE)

Завдання на розробку Мостоукладальника на шасі танка «Чифтен» генеральний штаб Великої Британії видав у 1962 році. Були створені дві мостові конструкції (№ 8 та № 9), що встановлюються на корпус танка. Серійне виробництво почалося в 1975 році. Міст № 8 має довжину прольоту в розкладеному стані 24,4 м. Ця складна конструкція складається з двох напівпрольотів, виконана з високоміцного легкого алюмінієво-цинко-магнієвого сплаву і розрахована на навантаження до 54 т. Міст укладається і знімається за допомогою гідроциліндра, без виходу членів екіпажу з корпусу мостоукладальника; час укладання / зняття 3—5 хв. Екіпаж — 3 особи, маса — 53 т. Ширина перекриваємої перешкоди — 22,8 м. Міст № 9 має нероз'ємну конструкцію з бруківки завдовжки 13,4 м, вона також укладається і знімається за допомогою гідравліки. Ширина перекриваємої перешкоди — 12 м.

### «Халід»
У 1979 році англійцям вдалося укласти контракт з Йорданією на постачання сухопутним військам цієї держави 274 танків «Шир-1», від яких відмовилися іранці. В Йорданії танки отримали назву «Халід», їх почали поставляти в 1981 році На них встановлювалися дизелі «Роллс-Ройс Кондор» 12V потужністю 1200 к.с, гідромеханічна трансмісія TN-37, СУО фірми «Марконі Спейс енд Дифенс Системз». Зовні танк відрізняється від «Чифтен» Мк.5 конфігурацією ящиків для спорядження, розташованих на бортах башти, і відсутністю фари на командирській башточці.

## Бойове використання
Найбільш активно танки «Чифтен» використовувалися іранською армією в ході ірано-іракської війни 1980—1988 рр. Великі танкові битви мали місце в ході іранського контрнаступу в грудні 1981 року. Основний удар наносився силами 16-й танковій дивізії (до 300 танків «Чифтен» і М60А1).
Останнім випадком бойового застосування «Чифтенів» стала їх участь у бойових діях на території Кувейту в 1990—1991 рр. Практично всі кувейтські танки були або захоплені, або знищені військами Саддама Хусейна в 1990 році, в ході окупації Кувейту. Кілька вцілілих бойових одиниць увійшли в Ель-Кувейт разом з частинами багатонаціональних сил.

## Оператори

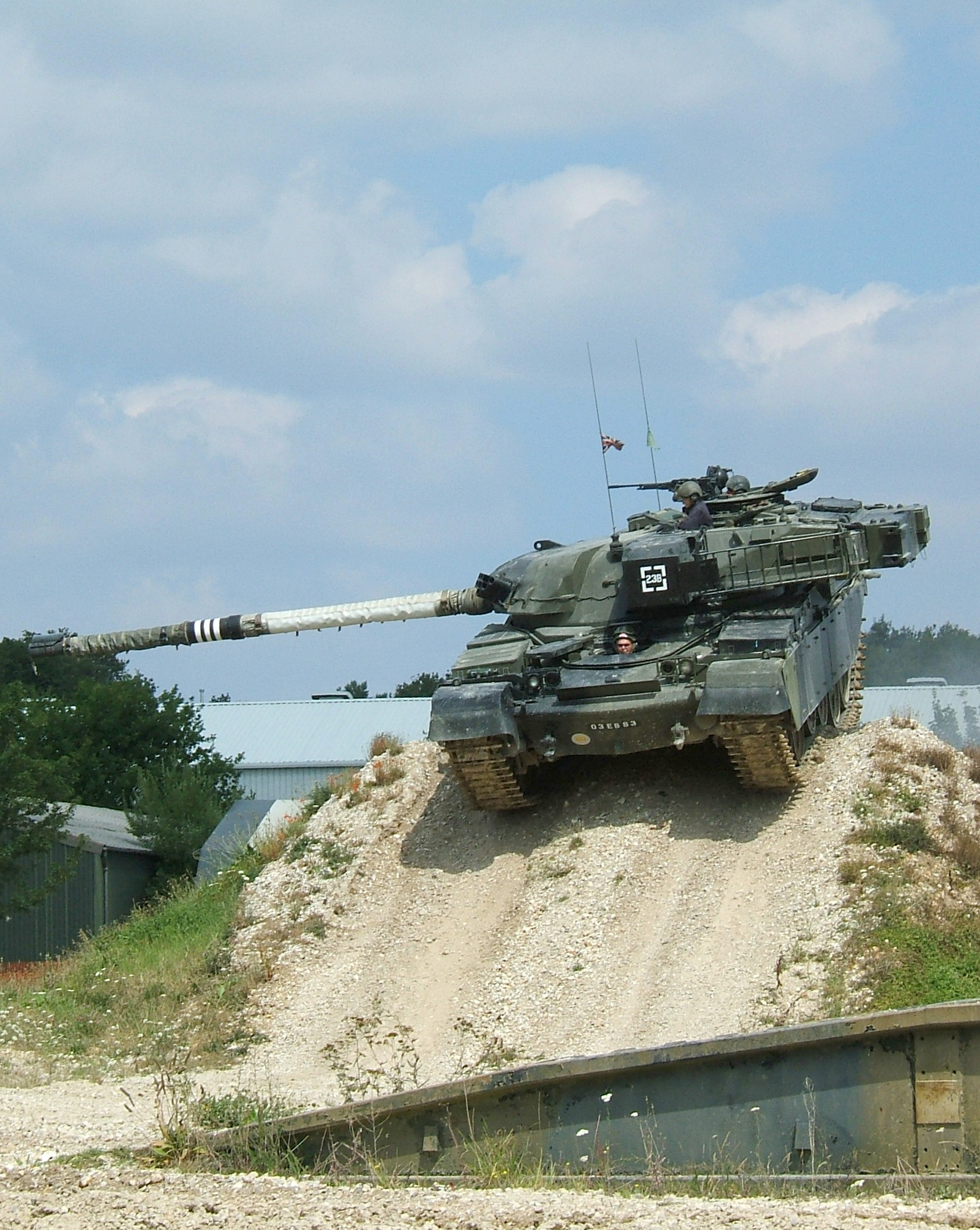

### Колишні оператори
- Велика Британія: використовувався з 1965 по 1995 рік.
- Кувейт: у 1976 році нараховувалося 175 шт., 143 шт. в 1989 році, 20 шт. в 1995 році, 17 на зберіганні у 2000 році.
- Ірак: нараховувалося 50-75 танків на озброєнні іракської армії в 1990 році. Більшість машин було модернізовано до модифікації «Халід» (з кондиціонером для екіпажу, посиленим бронюванням і системою нічного бачення).
- Ізраїль: було поставлено 2 машини для спільного англо-ізраїльського проєкту розвитку.

### На озброєнні
- Іран: 707 Mk-3P і Mk-5P, 125—189 FV-4030-1, 41 АРВ і 14 AVLB отримано до революції 1979 року. Подальші планові поставки на більш новітню 4030-серію були скасовані на той момент. 100 машин на службі станом на 2005 рік (100 в 1990 році, 250 в 1995, 140 у 2000 році).
- Йорданія: 274 Халід були прийняті на озброєння між 1981-1985 роками + 90 MK5/5 з Іраку. 350 машин на службі.
- Оман: 27 машин було поставлено у 1981—1985 роках.